# 181824 Königsleiten
181824 Königsleiten è un asteroide della fascia principale. Scoperto nel 1998, presenta un'orbita caratterizzata da un semiasse maggiore pari a 2,3999998 UA e da un'eccentricità di 0,1968027, inclinata di 1,73365° rispetto all'eclittica.